# Вірля
Вірля (раніше — Урля) — село в Україні, у Баранівській міській територіальній громаді Звягельського району Житомирської області. Населення становить 747 осіб (2001). У 1923 та 1925—2016 роках — адміністративний центр колишньої однойменної сільської ради.

## Загальна інформація
Розташоване за 7 км від м. Баранівка та за 29 км від залізничної станції Звягель I, на лівому березі річки Случ.

## Населення
У 1906 році налічувалося 383 особи, дворів — 67, у 1923 році — 553 жителі, дворів — 133.
На початок 1970-х років село мало 220 дворів із населенням 733 особи.
Відповідно до результатів перепису населення СРСР, кількість населення, станом на 12 січня 1989 року, становила 731 особу. Станом на 5 грудня 2001 року, відповідно до перепису населення України, кількість мешканців села становила 747 осіб.

## Історія
Засноване в кінці XVIII століття. У другій половині 19 століття — сільце Баранівської волості Новоград-Волинського повіту Волинської губернії, входило до православної парафії у Баранівці, за 5 верст. Мало 66 ревізьких душ селян та 171 десятин селянської землі. Власність Строганових. Раніше входило до Баранівського ключа власності Барановських, після повстання 1831 року перейшло до Гагариних.
У 1906 році — сільце Баранівської волості (3-го стану) Новоград-Волинського повіту Волинської губернії. Відстань до повітового центру, м. Новоград-Волинський, становила 41 версту, від волосного центру, містечка Баранівка — 6 верст. Найближче поштово-телеграфне відділення розміщувалося у Баранівці.
За переписом 1911 року в селі був тартак з річним виробництвом продукції 16 тис. рублів. До великої земельної власности належало 219 десятин землі.
У 1923 році у селі створено Урлянську сільську раду. 18 лютого 1923 року, відповідно до рішення Волинської ГАТК (протокол № 1 «Про об'єднання населених пунктів у сільради, зміну складу і центрів сільрад»), центр Урлянської сільської ради перенесено до с. Марківка з відповідним її перейменуванням; с. Урля передане до складу Баранівської сільської ради, яка 7 березня 1923 року увійшла до складу новоутвореного Баранівського району Житомирської (згодом — Волинська) округи. Розміщувалося за 6 версту від районного центру, міст. Баранівка, та за 4 версти — від центру сільської ради, с. Баранівка. 28 вересня 1925 року в селі відновлено окрему сільську раду в складі Баранівського району Волинської округи.
На фронтах Другої світової війни воювали 75 селян, всі нагороджені орденами й медалями, 43 загинули. На їх честь споруджено пам'ятник.
В радянські часи в селі розміщувалася центральна садиба колгоспу зерново-тваринницького напрямку, який обробляв 2,3 тис. га угідь, з них 1,6 га — рілля. 23 селян нагороджені орденами й медалями СРСР, зокрема вчительку Н. Я. Голоскевич — орденом Леніна. У селі були початкова школа, клуб, бібліотека, медпункт, два магазини.
30 грудня 1962 року, відповідно до указу Президії Верховної ради Української РСР «Про укрупнення сільських районів до розмірів територій виробничих колгоспно-радгоспних управлінь», село, в складі сільської ради, передане до Новоград-Волинського району Житомирської області. 8 грудня 1966 року, відповідно до указу Президії Верховної ради Української РСР «Про утворення нових районів Української РСР», Вірлянську сільську раду включено до складу відновленого Баранівського району Житомирської області.
27 липня 2016 року село увійшло до складу новоствореної Баранівської міської територіальної громади Баранівського району Житомирської області. Від 19 липня 2020 року, разом з громадою, в складі новоствореного Новоград-Волинського (згодом — Звягельський) району Житомирської області.

## Відомі люди
- Цимбалюк Григорій Миколайович (нар. 1957) — український письменник, член Національної спілки письменників України.